# Nymphon curvidens
Nymphon curvidens är en havsspindelart som beskrevs av Stock, J.H. 1990. Nymphon curvidens ingår i släktet Nymphon och familjen Nymphonidae. Inga underarter finns listade i Catalogue of Life.